# Ursule
Ursule (Servisch cyrillisch Урсуле) is een plaats in de Servische gemeente Sjenica. De plaats telt 326 inwoners (2002).